# Aïn Choucha
 (septembre 2017).
Si vous disposez d'ouvrages ou d'articles de référence ou si vous connaissez des sites web de qualité traitant du thème abordé ici, merci de compléter l'article en donnant les références utiles à sa vérifiabilité et en les liant à la section « Notes et références ».
Aïn Choucha est un village situé dans la commune de Sidi Amrane, dans la Wilaya d'El Oued, en Algérie.